# Moléson
Il Moléson (2.002 m s.l.m.) è una montagna delle Prealpi di Vaud e Friburgo nelle Prealpi Svizzere.

## Descrizione
Si trova non lontano dalle cittadine di Bulle e Gruyères.